# Alistair Urquhart
Alistair Urquhart (/ˈælɪstər ˈɜːrkərt/; 8 de septiembre de 1919-7 de octubre de 2016) fue un militar escocés y autor del libro The Forgotten Highlander, un relato de los tres años y medio que pasó como prisionero de guerra japonés durante su servicio en el regimiento de infantería Gordon Highlanders durante la Segunda Guerra Mundial.

## Carrera militar
Urquhart nació en Aberdeen en 1919. Fue reclutado por el ejército británico en 1939, a la edad de 19 años, y sirvió con los Gordon Highlanders estacionados en Fort Canning en Singapur. Fue hecho prisionero cuando los japoneses invadieron la isla durante la Batalla de Singapur, que duró desde diciembre de 1941 hasta febrero de 1942. Fue enviado a trabajar en el Ferrocarril de Birmania, construido por el Imperio de Japón para apoyar a sus fuerzas en la Campaña de Birmania y conocido como «ferrocarril de la muerte» debido a las decenas de miles de trabajadores forzados que murieron durante su construcción. Mientras trabajaba en el ferrocarril, Urquhart sufrió desnutrición, cólera y tortura a manos de sus captores.
Después de trabajar en el ferrocarril y en los muelles de Singapur, Urquhart fue cargado en la bodega del Kachidoki Maru, un barco de carga y pasajeros estadounidense capturado por los japoneses y utilizado como un «nave infernal» que transportaba a cientos de prisioneros. El barco formaba parte de un convoy con destino a Japón; en el viaje, los prisioneros sufrieron más enfermedades, deshidratación y casos de canibalismo. El 12 de septiembre de 1944, el barco fue torpedeado y hundido por el submarino estadounidense USS Pampanito, cuyo comandante desconocía su cargamento de prisioneros. Urquhart sufrió quemaduras y quedó cubierto de aceite cuando el barco se hundió; tragó un poco de aceite que le causó daños permanentes en sus cuerdas vocales. Flotó solo en una balsa durante cinco días sin comida ni agua antes de ser recogido por un barco ballenero japonés y llevado a Japón.
En Japón, Urquhart fue enviado a trabajar en minas de carbón pertenecientes a Aso Mining Company y luego a un campo de trabajo a diez millas de la ciudad de Nagasaki. Se encontraba ahí durante los bombardeos atómicos.

## Posguerra
En 2010, Urquhart publicó el libro The Forgotten Highlander: My Incredible Story of Survival during the War in the Far East, un relato de sus experiencias. En el libro expresa enojo por la falta de reconocimiento en Japón en su papel en los crímenes de guerra en comparación con Alemania. Residió en Broughty Ferry, Dundee, y murió el 7 de octubre de 2016, a los 97 años de edad.